# خورخي راموس (صحفي)
خورخي راموس (بالإسبانية: Jorge Ramos Ávalos؛ بالإنجليزية: Jorge Ramos) هو صحفي مكسيكي وأمريكي، ولد في 16 مارس 1958 في مدينة مكسيكو في المكسيك.

## وصلات خارجية
- الموقع الرسمي
- خورخي راموس على موقع IMDb (الإنجليزية)
- خورخي راموس على موقع الموسوعة البريطانية (الإنجليزية)
- خورخي راموس على موقع قاعدة بيانات الفيلم (الإنجليزية)